# Chapelle Saint-Érige d'Auron
La chapelle Saint-Érige est une chapelle catholique située à Auron sur le territoire de la commune de Saint-Étienne-de-Tinée, en France. Construite au 13e siècle ou dans la première moitié du siècle suivant.

## Localisation
La chapelle est située dans le département français des Alpes-Maritimes, sur la commune de Saint-Étienne-de-Tinée, à Auron.

## Historique
L'édifice est classé au titre des monuments historiques le 27 mars 2000.